# Rileyinae
Die Rileyinae bilden eine Unterfamilie der Eurytomidae innerhalb der Überfamilie der Erzwespen (Chalcidoidea).

## Taxonomie
Die Unterfamilie geht auf den US-amerikanischen Entomologen William Harris Ashmead im Jahr 1904 zurück. Typusgattung ist Rileya Ashmead, 1888. Aufgrund molekularbiologischer und morphologischer Studien führten Lotfalizadeh et al. (2007) eine Revision der Eurytomidae durch und gliederten die Gattungen Archirileya, Buresium und Macrorileya aus den Rileyinae aus und fassten diese in der Unterfamilie Buresiinae zusammen. Lotfalizadeh et al. (2007) vermuten, dass die Rileyinae die Schwestergruppe einer Gruppe bestehend aus den Gattungen Acanthochalcis, Brachymeria und Haltichellinae aus der Unterfamilie Eurytominae bilden.

## Merkmale
Die Rileyinae besitzen eine postgenale Furche und einen stark sklerotisierten Gaster.
Weiterhin wird die Unterfamilie charakterisiert durch einen reduzierten Prepectus und vorne gekürzte Gastertergite. Die Fühler sind 13-gliedrig mit 2 oder 3 Anelli.

## Verbreitung
Die Unterfamilie der Rileyinae ist kosmopolitisch verbreitet. Die meisten Arten kommen in der Neuen Welt vor, insbesondere in den Tropen.

## Lebensweise
Zu den Wirten gehören Gallmücken. Die Gattung Neorileya parasitiert Wanzeneier. Die Art Gatesina colombiana parasitiert offenbar als Hyperparasit andere Eurytomidae aus den Gattungen Eurytoma und Sycophila.

## Innere Systematik
Die Rileyinae umfassen folgende Gattungen:
- Austrophotismus Girault, 1938 – 2 Arten; Australien
- Boucekiana De Santis, 1975 – 2 Arten; Argentinien
- Dougiola Boucek, 1988 – 2 Arten; Australien
- Gatesina Pujade-Villar, Caicedo & Hanson, 2018 – 1 Art (G. colombiana); Kolumbien
- Neorileya Ashmead, 1904 – 7 Arten; Neotropis
- Platyrileya Burks, 1971 – 1 Art (P. cururipe); Brasilien
- Rileya Ashmead, 1888 – 64 Arten; Holarktis, Australasien, Neotropis (hauptsächlich in Mittel- und Südamerika)[5]